# ماریسا بارتولی
ماریسا بارتولی (ایتالیایی: Marisa Bartoli؛ ‏ ۱۰ نوامبر ۱۹۴۲ – ۲۷ اکتبر ۲۰۲۴) بازیگر اهل ایتالیا بود.
از فیلم‌ها یا مجموعه‌های تلویزیونی که وی در آن‌ها نقش داشته است، می‌توان به در آخرین لحظه اشاره نمود.